# پریتونیتیس واگیردار گربه‌سانان
پریتونیت عفونی گربه‌سانان یا التهاب صفاقی عفونی گربه‌سانان (به انگلیسی: Feline infectious peritonitis) یا (FIP) یک واکنش شدید دستگاه ایمنی گربه‌ها به عفونت ویروس کوروناویروس روده‌ای گربه‌سانان (FCoV) است.
این ویروس در دستگاه گوارش گربه ها حضور داشته اما در بسیاری از موارد فاقد علامت است اما در برخی موارد و به ویژه در بچه گربه‌ها باعث اسهال می‌شود. ویروس جهش‌یافته توانایی حمله و آلوده کردن و رشد در انواع مشخصی از گلبول‌های سفید به نام مونوسیت‌ها را دارد. پاسخ سامانه دفاعی بدن باعث ایجاد التهاب در اندام‌های آلوده می‌شود.

## انتقال ویروس
کوروناویروس روده‌ای گربه‌سانان معمولاً در مکان‌هایی که تعداد زیادی از گربه‌ها در کنار هم نگه داشته می‌شوند (مثلاً پناهگاه حیوانات، پرورشگاه‌ها و پانسیون‌ها) شایع‌تر است. ویروس با مدفوع، آب و غذای گربه بیمار انتقال پیدا نمی‌کند. روش انتقال ویروس از طریق بزاق و سایر مایعات و ترشحات بدنی گربهٔ بیمار است.

## علائم بالینی
این بیماری به‌طور کلی دو نوع دارد.
حالت مرطوب: در این حالت مایعات در شکم یا سینه تجمع پیدا می‌کند. این وضعیت باعث دشواری تنفس می‌شود. سایر علائم شامل کاهش اشتها، تب، کاهش وزن، یرقان و اسهال است. بیماری در حالت مرطوب کشنده‌تر بوده و سریع‌تر در بدن پخش می‌شود. بیماری در این حالت بین ۶۰ تا ۷۰ درصد از موارد، به مرگ حیوان می‌انجامد.
حالت خشک: در این نوع از بیماری تجمع مایعات وجود نداشته و علائم شامل اسهال، تب، یرقان و کاهش وزن و اشتها هستند. در این حالت از بیماری حیوان معمولاً دچار مشکلات عصبی می‌شود. به عنوان مثال در راه رفتن و حفظ تعادل و بینایی دچار مشکل می‌شود و در برخی موارد شدیدتر، حیوان بیمار فلج خواهد شد.

## درمان
به دلیل دخیل بودن سیستم ایمنی بدن حیوان در ایجاد این بیماری، روش درمان به دو صورت است. اقدام مستقیم علیه ویروس و مدیریت و تنظیم سیستم ایمنی حیوان بیمار.
داروهای ضد ویروس: اینترفرون امگای نوترکیب داروی اصلی مورد استفاده در این بیماری است. داروی دیگری به نام GS-441524 نیز به تازگی معرفی شده که در حال انجام آزمایش و تست است.
مداخله در عملکرد سیستم ایمنی: داروی پردنیزولون (Prednisolone) دارویی است که باعث مهار سیستم ایمنی و مهار التهاب‌ها می‌شود. این دارو نیز در حال آزمایش است و امن بودن آن برای گربه‌ها هنوز به‌طور رسمی اعلام نشده‌است.

## پیشگیری
تا کنون واکسن مناسبی برای این بیماری ساخته نشده‌است. بچه گربه‌ها تا هنگام شیر خوردن برای چند هفته آنتی‌بادی‌ها را با خوردن شیر مادر به دست می‌آورند. پس از این دوره تنها روش پیشگیری از این بیماری دور نگه داشتن بچه گربه‌ها از سایر گربه‌ها و ناقلین احتمالی می‌باشد.